# 納氏珍珠魚
納氏珍珠魚（学名：Margariscus nachtriebi）为輻鰭魚綱鯉形目雅羅魚科的其中一種，分布於北美洲加拿大南部和美国北部的大西洋沿岸、哈德遜灣、五大湖和密西西比河流域，不列顛哥倫比亞省東部和蒙大拿州；南至紐約州、威斯康辛州和愛荷華州；南達科他州、內布拉斯加州和懷俄明州密蘇里河流域上游，本魚身體細長，圓柱狀，眼睛和嘴巴很小，鼻圓鈍，60-75個小側鱗，背鰭起點位於腹鰭起點之後，具8枚背鰭條，身體深橄欖灰色，上面常有黑色人字紋，背部有深色條紋，腹部是白色、黃色或紅色；側面有黑色條紋，幼魚尾部有黑色斑點；成魚身上條紋模糊。繁殖期的雄魚下側呈鮮橙紅色，腹部有淡黃色條紋，體長可達16公分，棲息在沙石底質的溪流、湖泊底層水域，屬雜食性，生活習性不明。